# گایدوایر
گایدوایر (انگلیسی: Guidewire) شرکت نرم‌افزار آمریکایی است، که در سال ۲۰۰۱ تأسیس شد.